# VV 705
VV 705 (również Markarian 848) – połączona para galaktyk znajdująca się w konstelacji Wolarza w odległości około 550 milionów lat świetlnych od Ziemi. Obiekt ten posiada dwa wyraźne, odrębne jądra galaktyczne oraz dwa długie mocno zakrzywione ramiona spiralne. Ramiona te są położone przeciwstawnie. Jądra obu galaktyk są oddalone o 16 000 lat świetlnych od siebie. Para ta znajduje się w połowie procesu łączenia.